# Calophasidia dentifera
Calophasidia dentifera är en fjärilsart som beskrevs av George Francis Hampson 1909. Calophasidia dentifera ingår i släktet Calophasidia och familjen nattflyn. Inga underarter finns listade i Catalogue of Life.